# 朱尚炳
秦隱王朱尚炳（1380年11月25日—1412年4月21日）明朝秦王朱樉长子，明太祖朱元璋第九孙，鄧愈外孙。

## 生平
洪武十三年十月二十八日（1380年11月25日）生，洪武二十八年六月初四日（1395年6月21日）襲封秦王，為明朝第一位以世子身份袭爵的藩王。朱尚炳曾鎮壓沔縣人高福興的暴動。
永乐六年（1408年）明成祖下诏斥责朱尚炳僭越称父母为皇考妣及罔顾明太祖生前处分追认被太祖赐死的生母次妃邓氏为正妃“愍烈妃”。成祖并以讨伐鞑靼为由抽调秦王护卫近二万人。
永乐九年（1411年）明成祖遣使者至西安，尚炳稱疾不出迎，見使者又傲慢，明成祖遂將王府官吏逮捕治罪，并賜朱尚炳書曰：“齊王拜胙，遂以國霸；晉侯惰玉，見譏無後。王勉之。”朱尚炳懼，來朝謝罪。次年三月十一日（1412年4月21日）薨。諡隱。由其子秦僖王朱志堩繼承其位。

## 家庭

### 父母
- 父：秦王朱樉
- 嫡母：秦王妃王氏
- 生母：秦王次妃邓氏

### 妻
1. 正妃劉氏，陕西都指挥使刘遂之女。
2. 側室唐夫人

### 子女

#### 子
1. 秦懷王 朱志均
2. 秦僖王 朱志堩
3. 秦康王 朱志𡐤
4. 宜川莊靖王 朱志堢

#### 女
1. 洛南郡主
2. 韓城郡主
3. 華陰郡主